# اوژن پهوا-پلما
اوژن پهوا-پلما (فرانسوی: Eugène Pehoua-Pelema‎؛ زادهٔ ۸ آوریل ۱۹۶۳) بازیکن بسکتبال اهل جمهوری آفریقای مرکزی بود. وی در بازی‌های المپیک تابستانی ۱۹۸۸ شرکت کرده‌است.